# Gare de Saales
La gare de Saales est une gare ferroviaire française de la ligne de Strasbourg-Ville à Saint-Dié située sur le territoire de la commune de Saales dans la collectivité européenne d'Alsace, en région Grand Est.
La commune est allemande lors de sa mise en service en 1890 par la Direction générale impériale des chemins de fer d'Alsace-Lorraine et en 1919, lorsque ce territoire redevient français, elle intègre le réseau de l'Administration des chemins de fer d'Alsace et de Lorraine.
C'est une halte voyageurs de la Société nationale des chemins de fer français (SNCF) du réseau TER Grand Est, desservie par des trains express régionaux.

## Situation ferroviaire
Établie à 549 mètres d'altitude, la gare de Saales est située au point kilométrique 61,622 de la ligne de Strasbourg-Ville à Saint-Dié entre les gares ouvertes de Bourg-Bruche et de Provenchères-sur-Fave (entre elles s'intercale la gare fermée de Colroy-Lubine).

## Histoire

### Première gare 1890-1915
Les projets d'une ligne de Strasbourg à Saint-Dié ne sont qu'en partie réalisés lorsque débute la Guerre franco-allemande de 1870 qui aboutit notamment à faire de Saales une ville frontière située dans l'Empire allemand.
C'est donc la Direction générale impériale des chemins de fer d'Alsace-Lorraine qui met en service le chemin de fer entre les gares de Mutzig et Rothau en 1885, puis fait construire une ligne à voie normale de type « tramway » (sur le bord des routes) entre et Saales. La station de Saales est inaugurée, comme la ligne, le 1er octobre 1890.
Prévue notamment pour évacuer la production de bois venant des forêts avoisinantes, la gare va être utilisée par des allemands en villégiature conquis par le caractère paisible du paysage local.

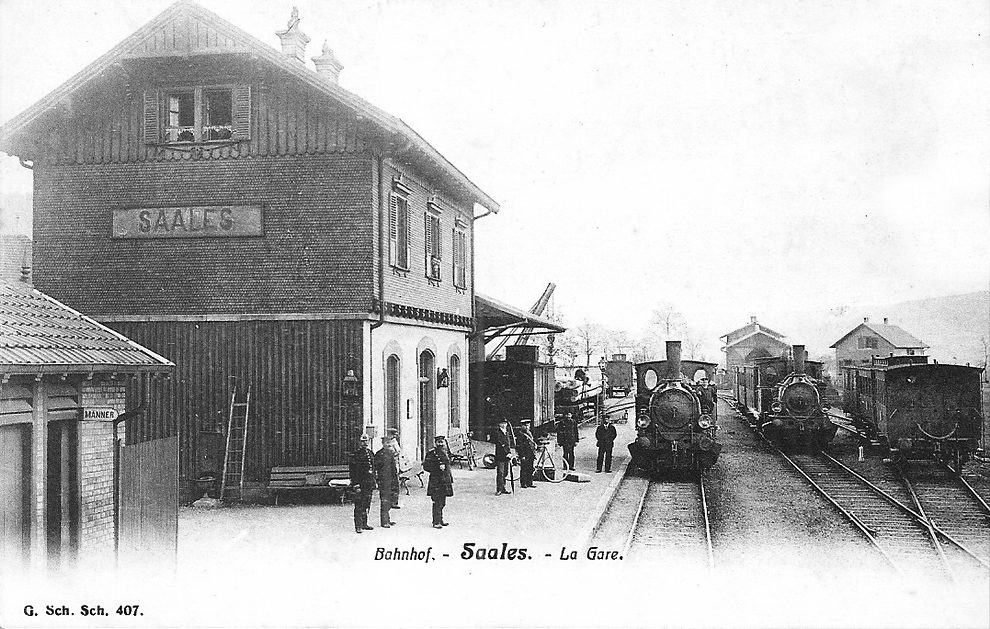
La gare allemande de Saales vers 1900.

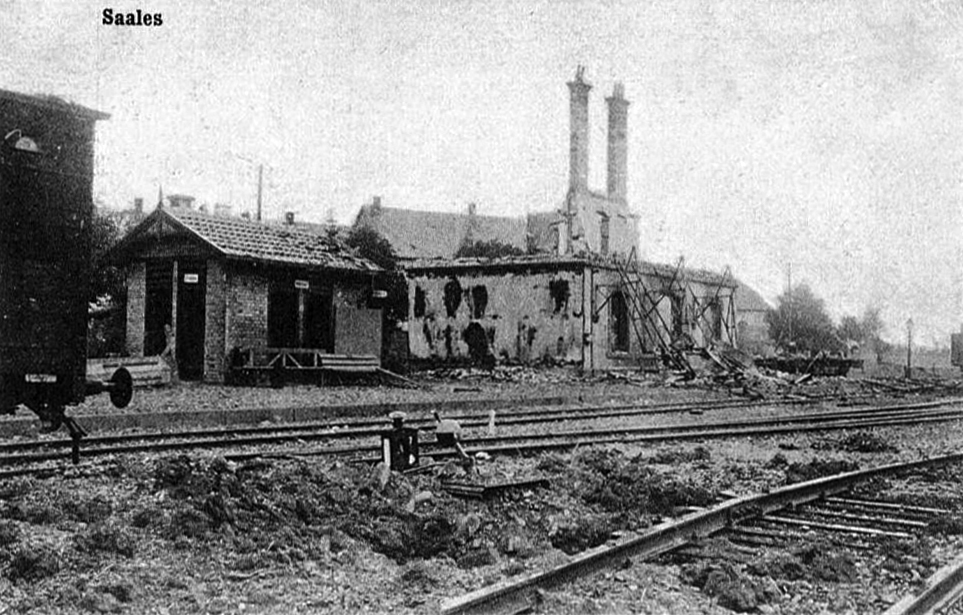
Gare de Saales détruite en 1915.

Gare terminus, elle comporte notamment plusieurs voies de service et un bâtiment voyageurs à trois ouvertures et un étage plus des combles et une halle à marchandises en aile du côté gauche (voir photographie 1900). De section rectangulaire, il offre un rez-de-chaussée en pierre de taille et un étage en bois recouvert de bardeaux.
En 1915, la gare de Salles détruite par des bombardements, comme le village, n'assure plus le terminus de la ligne qui est reporté à Bourg-Bruche.

### Deuxième gare 1928
La « station de Saales » est reliée à Saint-Dié le 22 octobre 1928 par l'Administration des chemins de fer d'Alsace et de Lorraine lorsqu'elle ouvre à l'exploitation la section de Saales à Provenchères-sur-Fave. Doté d'un vaste bâtiment voyageurs en maçonnerie, la station est ouverte au service complet de la grande et de la petite vitesse.
En 2014, c'est une gare voyageurs d'intérêt local (catégorie C : moins de 100 000 voyageurs par an de 2010 à 2011) qui dispose de deux quais et une traversée de voie à niveau par le public (TVP).

## Fréquentation
De 2015 à 2024, selon les estimations de la SNCF, la fréquentation annuelle de la gare s'élève aux nombres indiqués dans le tableau ci-dessous.
| Année     | 2015   | 2016   | 2017   | 2018   | 2019   | 2020   | 2021   | 2022   | 2023   | 2024   |
| --------- | ------ | ------ | ------ | ------ | ------ | ------ | ------ | ------ | ------ | ------ |
| Voyageurs | 31 968 | 31 977 | 34 911 | 33 627 | 38 779 | 30 105 | 36 880 | 54 627 | 75 095 | 71 394 |

## Service des voyageurs

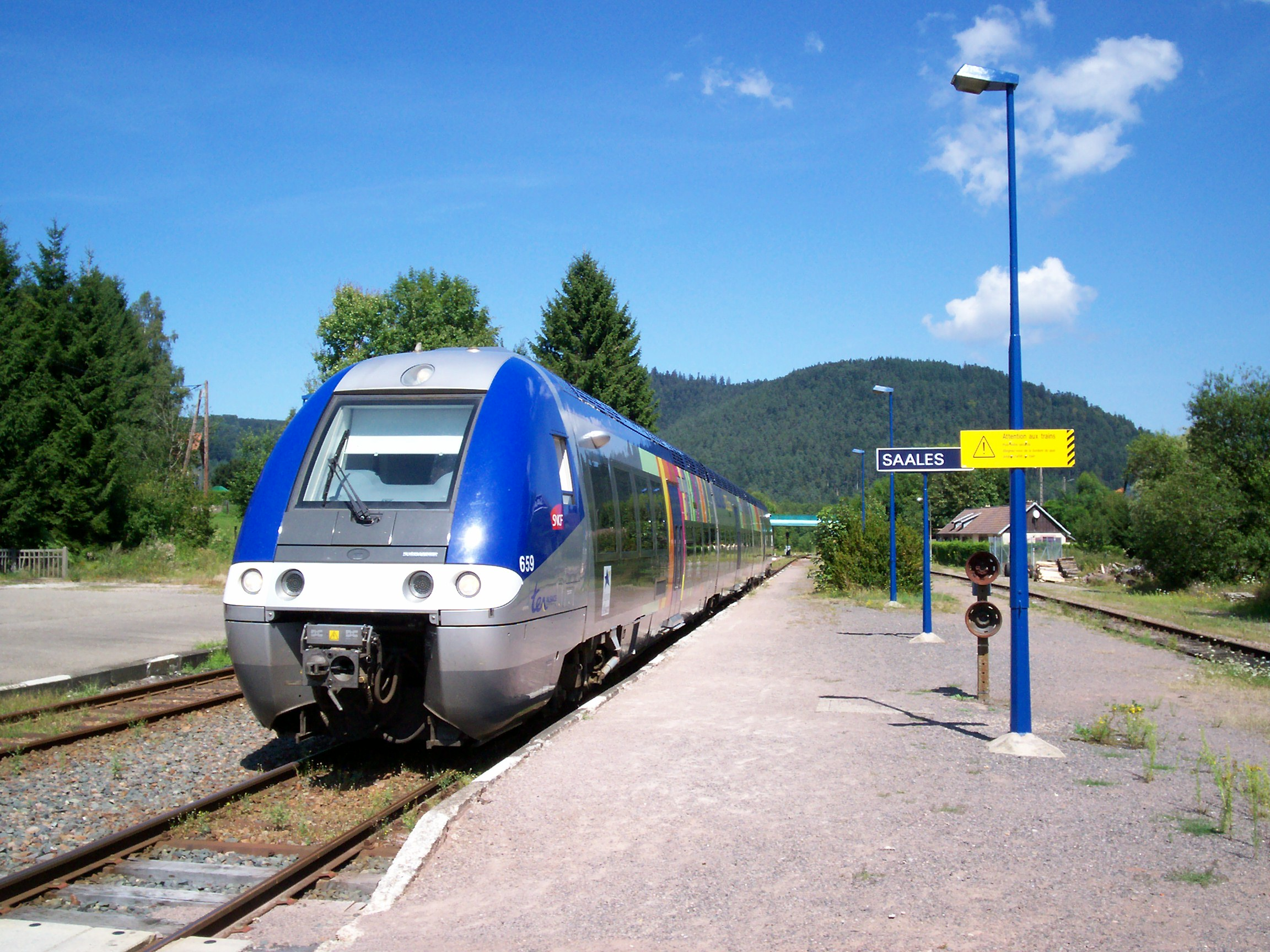
Un X 76500 TER Alsace à quai en 2009.

### Accueil
Halte SNCF, c'est un point d'arrêt non géré (PANG) à accès libre. Elle est équipée d'automates pour l'achat de titres de transport.
Un passage de niveau planchéié permet la traversée des voies et le passage d'un quai à l'autre.

### Desserte
Saales est une halte voyageurs SNCF du réseau TER Grand Est desservie par des trains express régionaux de la relation Strasbourg-Ville - Saales - Saint-Dié-des-Vosges.

### Intermodalité
Un parc pour les vélos et un parking pour les véhicules y sont aménagés.

## Patrimoine ferroviaire
Le bâtiment voyageurs (BV) de 1880, détruit en 1915, était analogue à celui de la gare de Bourg-Bruche, également disparu, de forme rectangulaire à trois ouvertures avec un rez-de-chaussée en pierre étage supérieur réalisé entièrement en bois avec une façade couverte de bardeaux et une petite halle à marchandises en planches directement accolée au BV. Les mêmes matériaux ont été employés pour les petites gares de la section Mutzig – Rothau (à Wisches et Lutzelhouse p.ex.).
Le second bâtiment voyageurs mis en service pendant les années 1920 est toujours présent[Quand ?] tout en n'ayant plus de guichet ouvert. Similaire aux BV érigés à Fouday et Saint-Blaise-la-Roche - Poutay dont il constitue essentiellement une version plus grande ; ce plan évoque celui des BV de la section menant à Saint-Dié-des-Vosges, construite par la Compagnie de l'Est et rétrocédée à l'AL. Il s'en distingue par la forme de son corps de logis en « T » renversé, à trois ouvertures avec un étage et un pignon transversal au niveau des combles, lequel est disposé à gauche de l'aile basse faisant office de hall de gare, longue de sept travées égales. Une extension côté voies sert de bureau. La façade du rez-de-chaussée est revêtue de crépi avec des blocs de grès pour le soubassement et les pilastres tandis que l'étage est recouvert d'un bardage de tuiles à bout rond.

## Galerie de photographies

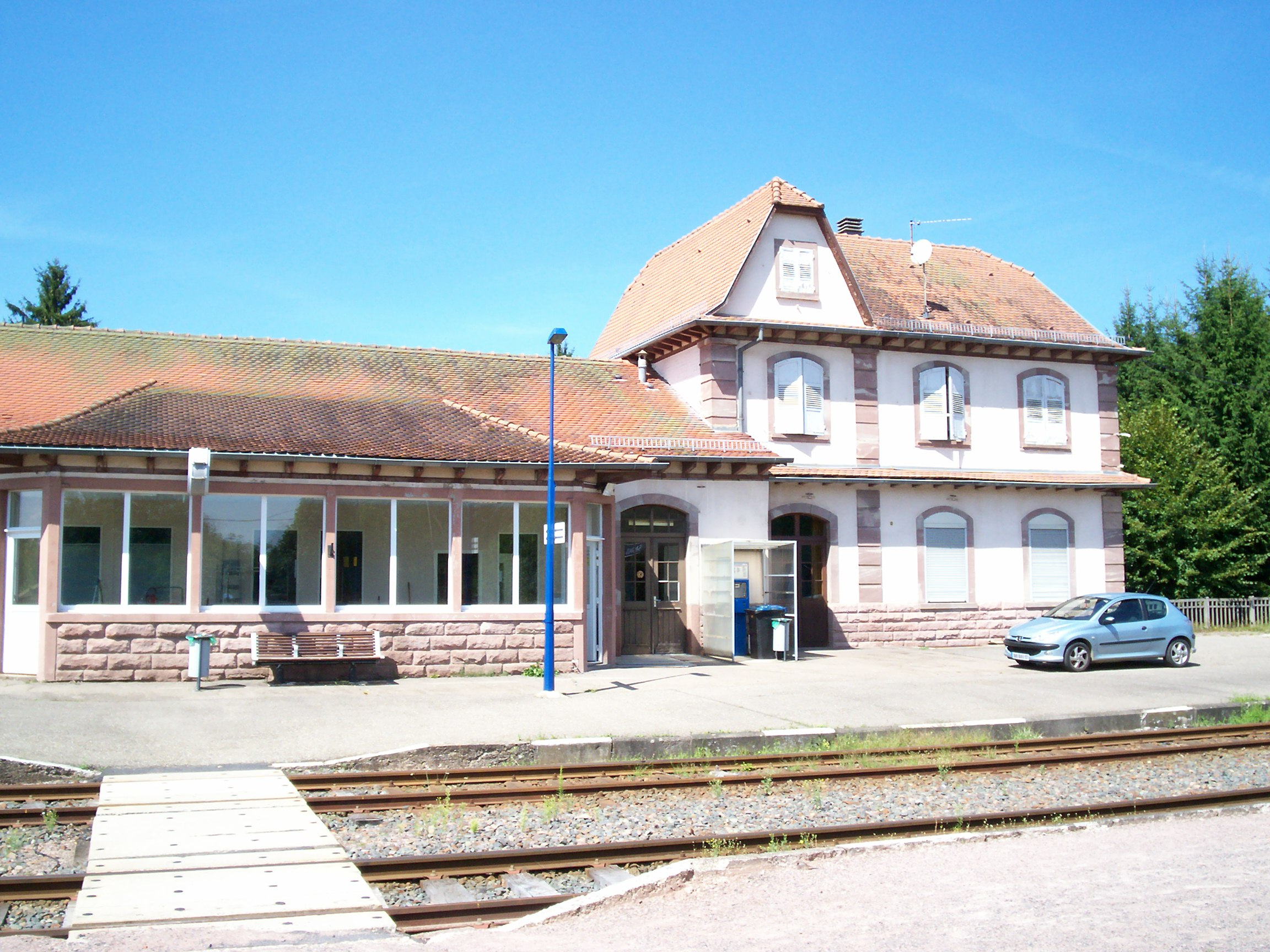
Ancien bâtiment voyageurs.
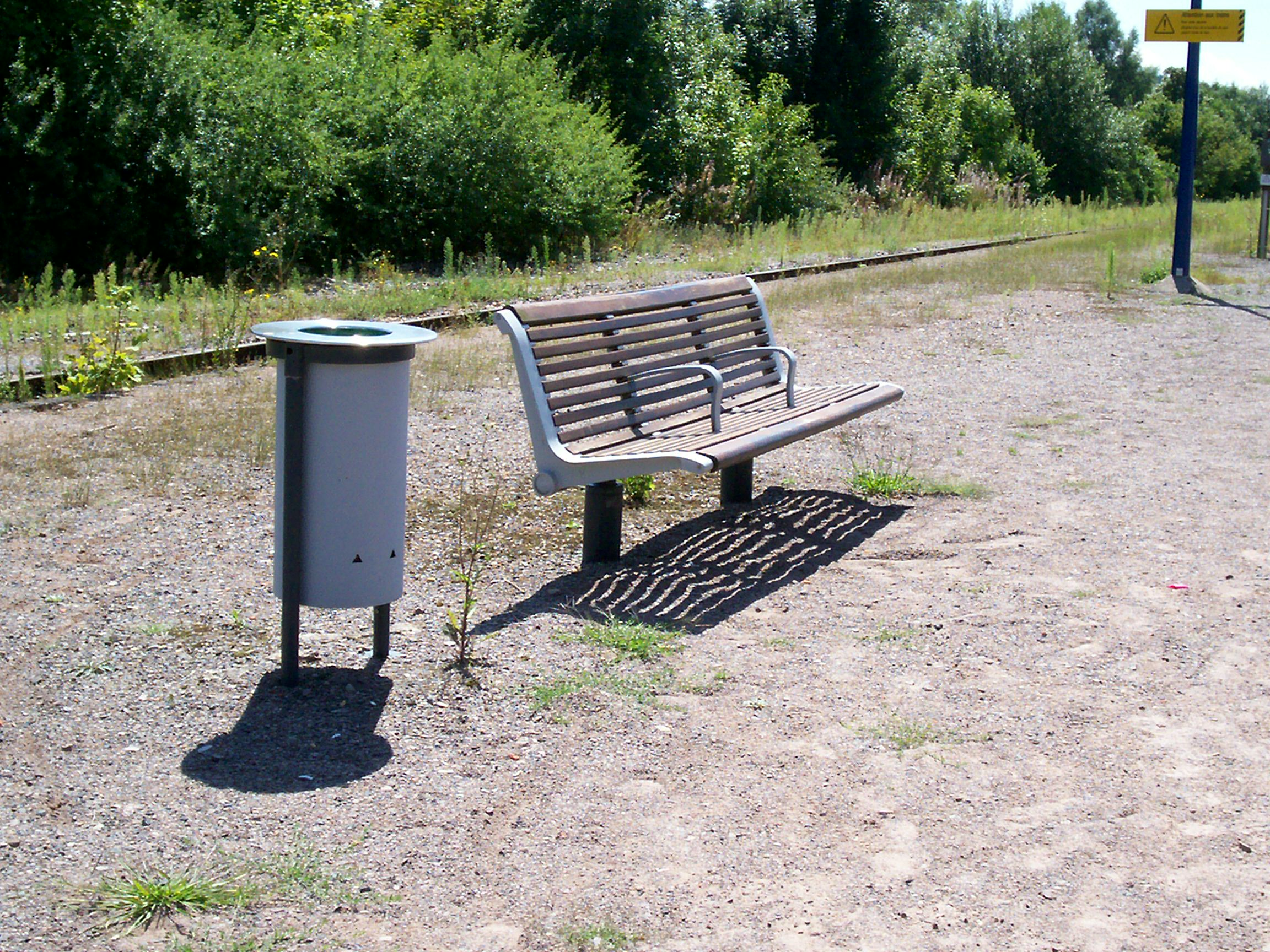
Mobilier de quai.
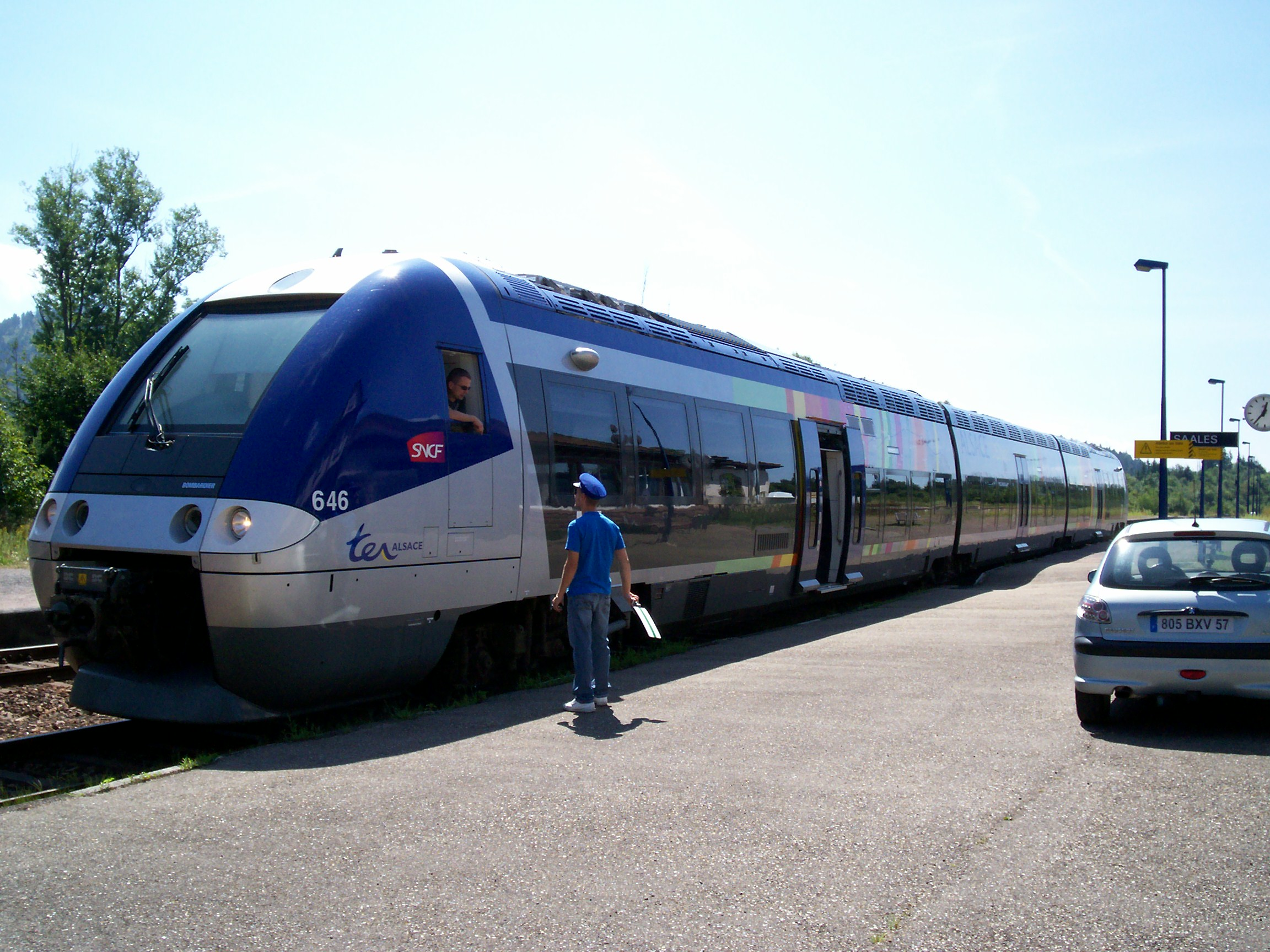
TER Alsace à quai.
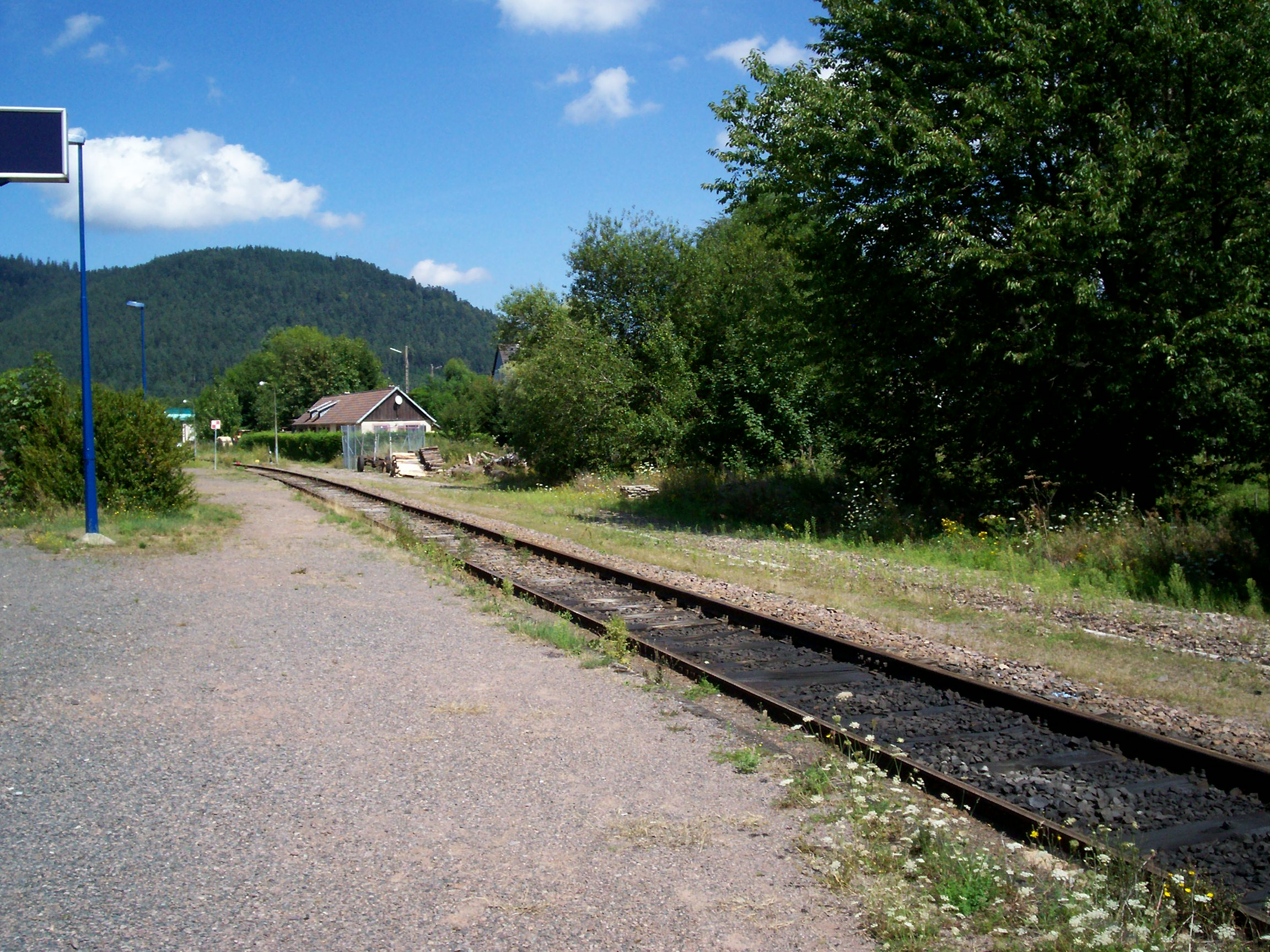
Troisième voie.